# 544 a.C.

## Eventos
- 59a olimpíada: Arquíloco da Córcira, vencedor do estádio.[1]

## Nascimentos
- Sun Tzu, autor d'A Arte da Guerra[2]